# Selaginella laxistrobila
Selaginella laxistrobila är en mosslummerväxtart som beskrevs av K. H. Shing. Selaginella laxistrobila ingår i släktet mosslumrar, och familjen mosslummerväxter. Inga underarter finns listade i Catalogue of Life.